# Dermomurex pauperculus
Dermomurex pauperculus är en snäckart som först beskrevs av C. B. Adams 1850.  Dermomurex pauperculus ingår i släktet Dermomurex och familjen purpursnäckor. Inga underarter finns listade i Catalogue of Life.